# سیارک ۵۹۹۴
سیارک ۵۹۹۴ (به انگلیسی: 5994 Yakubovich، نامگذاری:1981SZ7) پنج هزار و نهصد و نود و چهارمین سیارک کشف شده‌است که در ۲۹ سپتامبر ۱۹۸۱ کشف شد.
قدر مطلق سیارک برابر ۱۱٫۸۰ است.